# James Dunn (theoloog)
James D.G. Dunn (Birmingham, 21 oktober 1939 – 26 juni 2020) was een vooraanstaand nieuwtestamenticus en onderzoeker van de apostel Paulus. Hij is, samen met N.T. Wright en E.P. Sanders, de belangrijkste vertegenwoordiger van het Nieuwe Perspectief op Paulus. 
Dunn was vele jaren hoogleraar aan de Universiteit van Durham. Hij is gepromoveerd in de filosofie en de theologie aan de Universiteit van Cambridge. Hij was ook voorzitter van het zogeheten Studiorum Novi Testamenti Societas, het meest vooraanstaande gezelschap op het gebied van nieuwtestamentische studies. Zijn belangrijkste werk is zijn driedelige Christianity in the Making: Jesus Remembered (deel 1, 2003), Beginning from Jerusalem (deel 2, 2008) en Neither Jew nor Greek (deel 3, 2015).